# Neuburg am Inn
Neuburg am Inn, Neuburg a. Inn – miejscowość i gmina w Niemczech, w kraju związkowym Bawaria, w rejencji Dolna Bawaria, w regionie Donau-Wald, w powiecie Pasawa. Leży około 10 km na południe od Pasawy, nad rzeką Inn, przy granicy z Austrią.

## Dzielnice
W skład gminy wchodzą następujące dzielnice: Eglsee, Neuburg am Inn, Neukirchen am Inn, Engertsham

## Demografia
| Rok  | Liczba mieszk. |
| ---- | -------------- |
| 1970 | 3 008          |
| 1987 | 3 257          |
| 2000 | 3 846          |

## Oświata
(na 1999)

W gminie znajduje się 150 miejsc przedszkolnych (140 dzieci) oraz szkoła podstawowa (11 nauczycieli, 210 uczniów).

## Współpraca
Miejscowość partnerska:
- Wernstein am Inn, Austria